# Hansrudolf Plarre

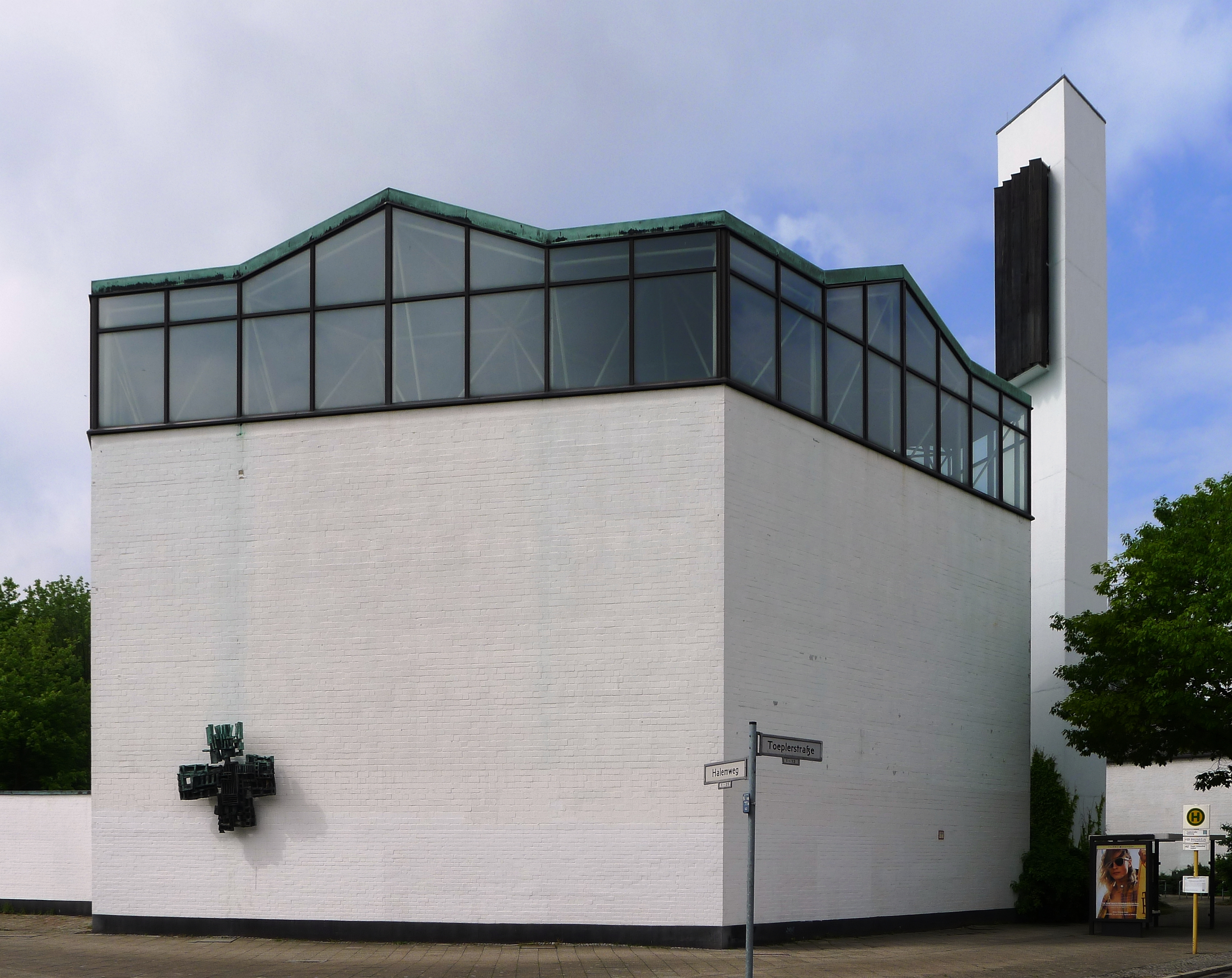
Hansrudolf Plarre: Sühne-Christi-Kirche, Berlin-Charlottenburg-Nord, 1962–1964

Hansrudolf Plarre (* 1922; † 2008) war ein deutscher Architekt, der in Berlin lebte und arbeitete. Mehrere von Plarres Bauten stehen unter Denkmalschutz.

## Leben und Werk
In der überwiegenden Anzahl aller Publikationen, in denen der Architekt erwähnt wird, steht sein Vorname als zusammengesetztes Wort „Hansrudolf“. Es sind jedoch diverse Schreibweisen zu finden, als Doppelname mit Bindestrich „Hans-Rudolf“ oder als zwei getrennte Wörter „Hans Rudolf“ sowie die Version „Hans-Rudolph“. Von der Zeit des Wiederaufbaus bis zur behutsamen Stadtentwicklung hat Plarre eine große Anzahl von Bauten in Berlin realisiert. Der bekannteste Entwurf von Plarre ist der Ladenzentrum- und Theaterkomplex am U-Bahnhof Hansaplatz im Hansaviertel. Dieses Gebäude wurde von Plarre gemeinsam mit Ernst Zinsser als Teil der Internationalen Bauausstellung Interbau geplant und ausgeführt (1955–1957). Bereits vor der Bauausstellung war Plarre als Planer aktiv. Beim Umbau der ehemaligen Kaserne des Luftwaffen-Infanterie-Regiments „General Göring“ zum Hauptquartier der französischen Streitkräfte (heute Julius-Leber-Kaserne) arbeitete Plarre als ausführender Architekt, um die Entwürfe des Planers André Chatelain umzusetzen. Die Julius-Leber-Kaserne steht heute unter Denkmalschutz, einschließlich der Umbauten von Chatelain, Krafft, Plarre und Wolff-Grohmann. 1959 bis 1962 plante Plarre die Philippus-Kirche in Berlin-Friedenau. Die von Plarre entworfene Sühne-Christi-Kirche im Halemweg ist ein Bestandteil des Denkmalobjektes Wohnsiedlung Charlottenburg Nord. Sie entstand zwischen 1962 und 1964. 1964–1966 wurde nach Plarres Plänen die Katholische Schule St. Ursula in Berlin-Zehlendorf gebaut.

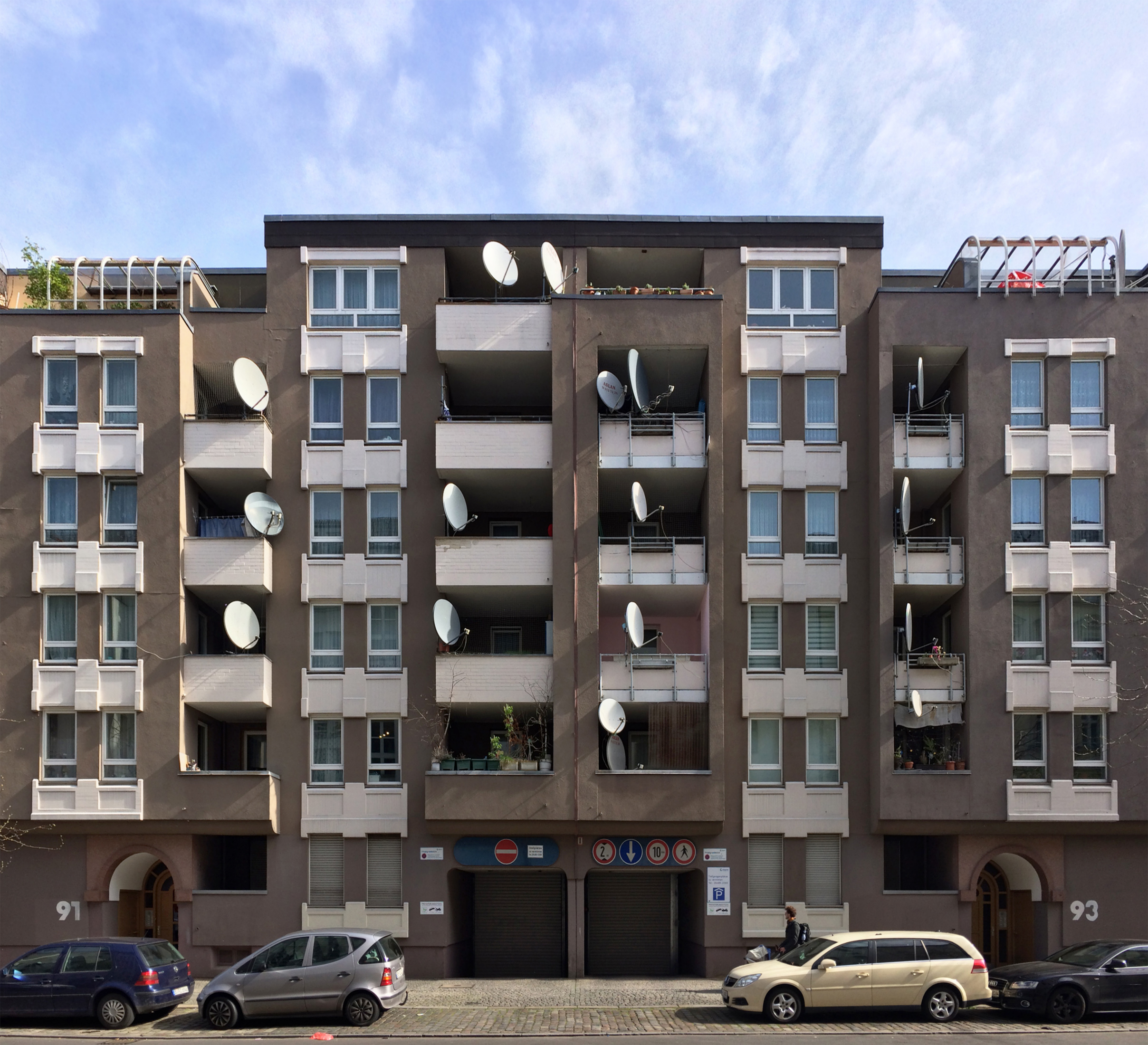
Wohnbebauung in der Waldemarstraße in Berlin-Kreuzberg, 1970er Jahre

Der spektakulärste realisierte Entwurf von Plarre ist eine Zusammenarbeit von ihm mit dem Architekten Wolfgang Jacobi, die Schwimmhalle des Sportzentrums Sachsendamm in Berlin-Schöneberg (1963–1967). Der gesamte Komplex am Sachsendamm steht unter Denkmalschutz. Präsent im Berliner Stadtbild ist auch das Gebäude des Deutschen Instituts für Normung in der Burggrafenstraße in Berlin-Tiergarten. Dieser Entwurf von Plarre wurde 1964–1966 ausgeführt und in der Folge signifikant umgebaut und überbaut. Im Märkischen Viertel baute Plarre zwischen 1965 und 1968 hunderte Sozialwohnungen. Die von ihm entworfene Wohnhausgruppe 904 befindet sich im südlichen Quadranten der Kreuzung von Finsterwalder Straße und Eichhorster Weg. In den 1970er Jahren war Hansrudolf Plarre beteiligt an der kleinteiligen Bebauung des Sanierungsgebiets Kreuzberg Nord (SKN). Dieser von Dietmar Grötzebach geleitete Stadtumbau beinhaltete bereits eine Rückkehr zur geschlossenen Blockrandbebauung, wie sie später zum Leitbild der Internationalen Bauausstellung 1987 (IBA 87) werden sollte. Plarres Bau im SKN an der Waldemarstraße entstand 1973–1974. Im weiteren Verlauf der 1970er Jahre erweiterte Plarre die Bauten am Hansaplatz, dort befindet sich heute das Grips-Theater.
In seiner Dissertation über Ludwig Leo erwähnt der Kunsthistoriker Gregor Harbusch einen Wettbewerbsentwurf vom Ehepaar Christel und Hansrudolf Plarre. Diese Erwähnung gibt Anlass zu der Frage, inwieweit es sich beim Werk von Hansrudolf Plarre nicht allein um das Werk eines Mannes handelt, oder ob hier womöglich ein Ehepaar entworfen hat. Wie groß war der Anteil von Christel Plarre am Werk des Architekturbüros Plarre?